# Gareth David-Lloyd
Gareth David-Lloyd (Bettws, 28 marzo 1981) è un attore gallese conosciuto per aver interpretato Ianto Jones nella serie televisiva Torchwood.

## Vita privata
È sposato dal 2010 con Gemma James ed ha due figli, Lily ed Eli.

## Filmografia

### Attore

#### Cinema
- A Very British Cover-Up, regia di Ian Smith - cortometraggio (2009)
- Sherlock Holmes e la corona d'Inghilterra (Sherlock Holmes), regia di Rachel Goldenberg (2010)
- Payback, regia di Gordon Mitchell - cortometraggio (2014)
- I Am Alone, regia di Robert A. Palmer (2015)
- The Good Drug Dealer, regia di Peter Watkins-Hughes (2015)
- Tale of a Timelord, regia di Steve Healey - cortometraggio (2016)
- Dark Signal, regia di Edward Evers-Swindell (2016)
- Robin Hood - La ribellione (Robin Hood: The Rebellion), regia di Nicholas Winter (2018)

#### Televisione
- Absolute Power - serie TV, episodio 1x02 (2003)
- Casualty - serie TV, 5 episodi (2003-2019)
- Metropolitan Police (The Bill) - serie TV, episodio 21x94-26x03 (2005-2010)
- Giardini e misteri (Rosemary and Thyme) - serie TV, episodio 1x05 (2004)
- Mine all Mine - serie TV, episodio 1x02 (2003)
- The Genius of Beethoven - miniserie TV, episodio 1x03 (2005)
- Torchwood - serie TV, 30 episodi (2006-2009)
- Doctor Who - serie TV, episodio 4x12-4x13 (2008)
- Caerdydd - serie TV, episodio 4x04-4x05 (2009)
- Girl Number 9 - webserie, 6 episodi (2009)
- Red Faction: Origins, regia di Michael Nankin - film TV (2011)
- Warehouse 13 - serie TV, episodio 3x05 (2011)
- Bloody Norah, regia di Peter Watkins-Hughes - film TV (2011)
- Casimir Effect, regia di Gabriel Strange-Wood e Lydia Wood - film TV (2011)
- Holby City - serie TV, 4 episodi (2012-2013)
- Twisted Showcase - webserie, episodio 1x01-3x01-4x01 (2012-2017)
- Waterloo Road - serie TV, episodi 10x18-10x19-10x20 (2015)
- Albert: The Power Behind Victoria, regia di Paul Olding - film TV (2018)
- The Widow - serie TV, episodio 1x08 (2019)
- Warren - serie TV, episodio 1x05 (2019)
- Strange Tales - serie TV, episodio 2x02 (2020)

### Doppiatore
- Red Faction: Armageddon – videogioco (2011)
- Dragon Age: Inquisition – videogioco (2014)
- Dance of Death: Du Lac & Fey – videogioco (2019)
- Dragon Age: The Veilguard – videogioco (2024)